# Saarbrücken
Saarbrücken (pronuncia [zaːɐ̯ˈbʀʏkn̩]; in tedesco palatino Saarbrigge ; in francese Sarrebruck, [saʁˈbʁyk]; in latino Saravipons, lett. "Ponti sulla Saar") è la capitale del Land della Saarland in Germania. È una città universitaria, centro politico, culturale ed economico del Land.
Saarbrücken è capoluogo dell'omonima confederazione regionale (Regionalverband), un ente sovracomunale che esercita funzioni simili a quelle di un circondario.

## Geografia fisica
È situata in un'ampia vallata sulle rive del fiume Saar e ha una popolazione di circa 180 000 abitanti. Le città più vicine sono Karlsruhe a est (100 km) e Mannheim a nord-est (circa 130 km). La città è poco distante dal confine con la Francia e la città di Metz dista solo 68 km.

## Storia

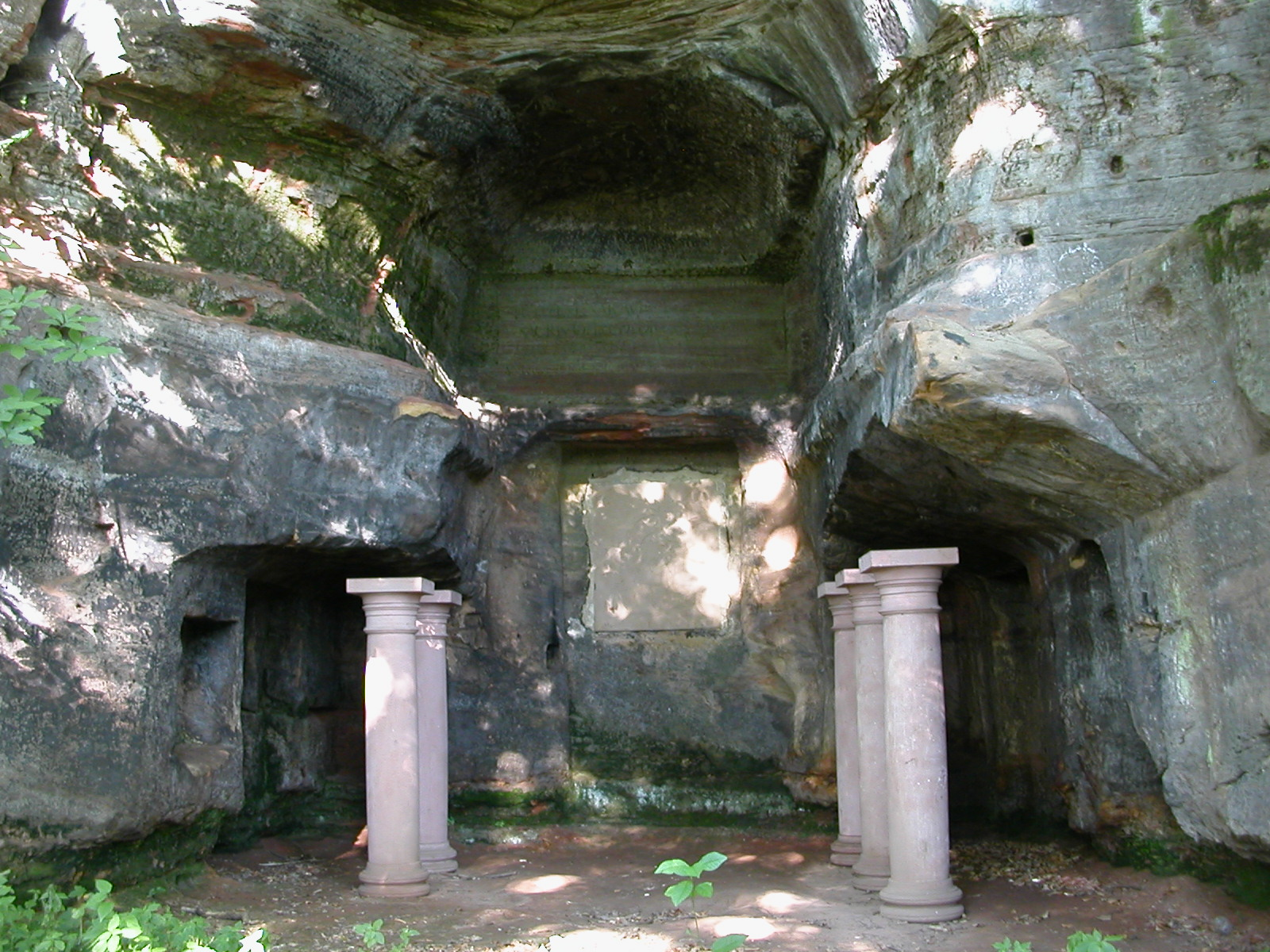
Mitreo romano sul colle Halberg, nella periferia orientale

Nella zona dell'attuale città ci sono tracce di insediamenti umani fin dalla preistoria. In epoca romana esisteva un piccolo centro di nome Vicus Saravus posto sulla Saar ai piedi del colle Halberg, nell'attuale periferia orientale di Saarbrücken; a questo centro era legato il Mitreo che si trova sul colle suddetto (adattato al culto cristiano a partire dal VI secolo).

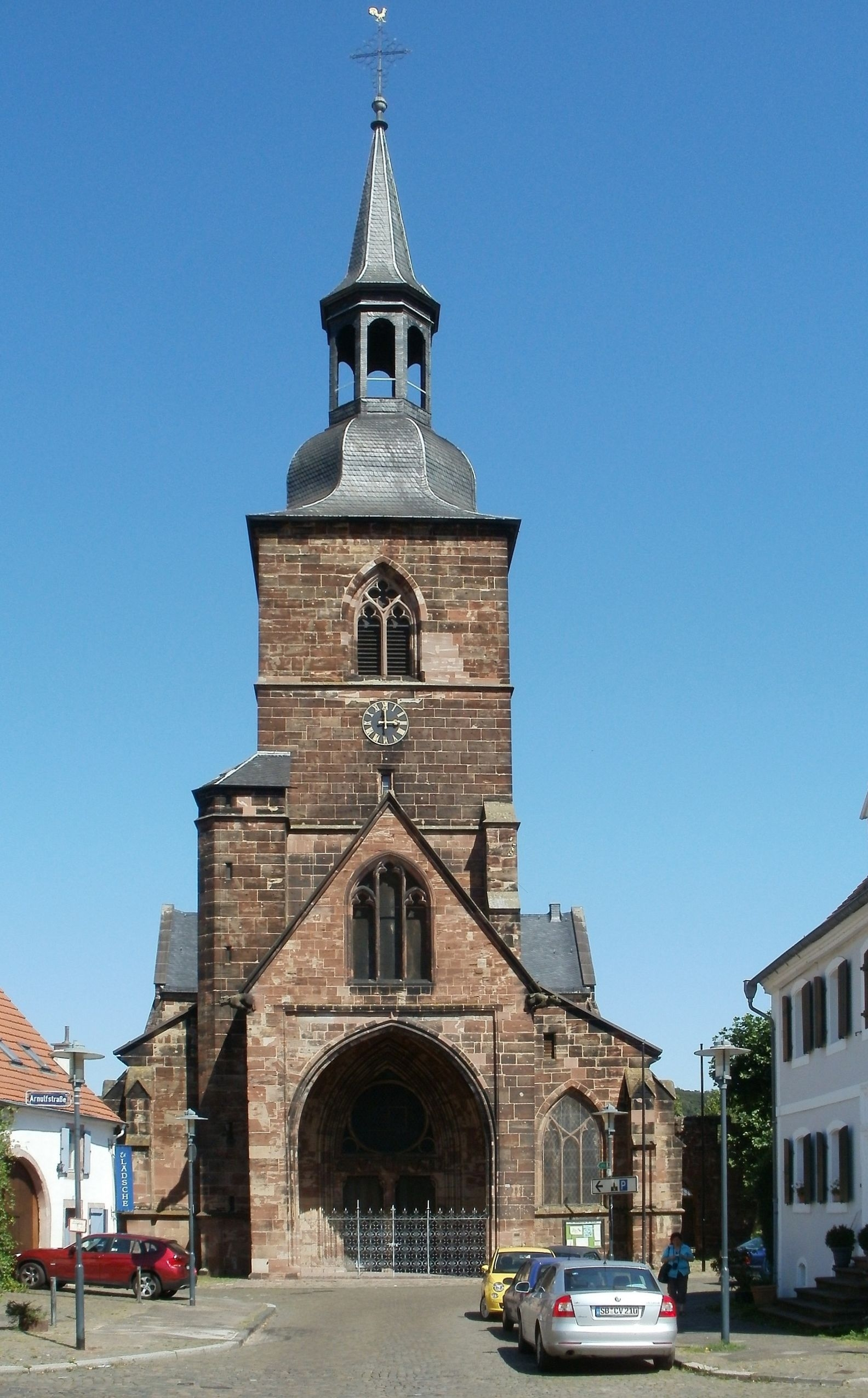
La chiesa di Sant'Arnoaldo, ai piedi dell'Halberg

Intorno al 275 Vicus Saravus fu incendiato dagli Alemanni. Dopo alterne vicende, dall'inizio del VI secolo la località risulta abitata dai Franchi. Qui, intorno al 600, il vescovo Arnoaldo di Metz fondò un centro missionario; la chiesa di Sankt Arnual (Sant'Arnoaldo), che dà nome al quartiere attuale, benché si presenti oggi in forme gotiche del Trecento, risale al periodo immediatamente successivo, in piena epoca merovingia.
Nel 999 viene nominato per la prima volta il castellum Sarabrucca, costruito su un colle della riva opposta della Saar (dove oggi sorge il Castello di Saarbrücken). Nei secoli successivi il territorio dipenderà da questo castello, sede dei conti di Saarbrücken e poi (dal 1381) dei conti di Nassau-Saarbrücken. Cattolica fino al 1574, Saarbrücken entrò nell'area protestante con il conte Filippo III.
Devastata durante la guerra dei trent'anni e dalla successiva peste, Saarbrücken si ridusse nel 1637 a soli 70 abitanti (anche i conti erano fuggiti a Metz). Quarant'anni dopo, nel 1677, fu incendiata durante la guerra d'Olanda e per un breve periodo (1680-1697) passò alla Francia di Luigi XIV.
Dopo una ripresa fiorente nel corso del Settecento, la città incontrò un nuovo periodo agitato con la Rivoluzione francese. Occupata dai francesi già nel 1792, fu assegnata a Napoleone dal trattato di Campoformio (1797) e gli fu tolta solo dopo Waterloo, con il secondo trattato di Parigi (1815), quando passò sotto il controllo prussiano.
Ancora per due volte nel XX secolo (1919-1935 e 1945-1957), insieme al resto del territorio della Saarland, passò temporaneamente sotto amministrazione francese.
La seconda guerra mondiale ha causato molti danni alla città.
In seguito alle piogge straordinarie del dicembre 1993 un'inondazione ha colpito alcuni quartieri.

## Monumenti e luoghi d'interesse

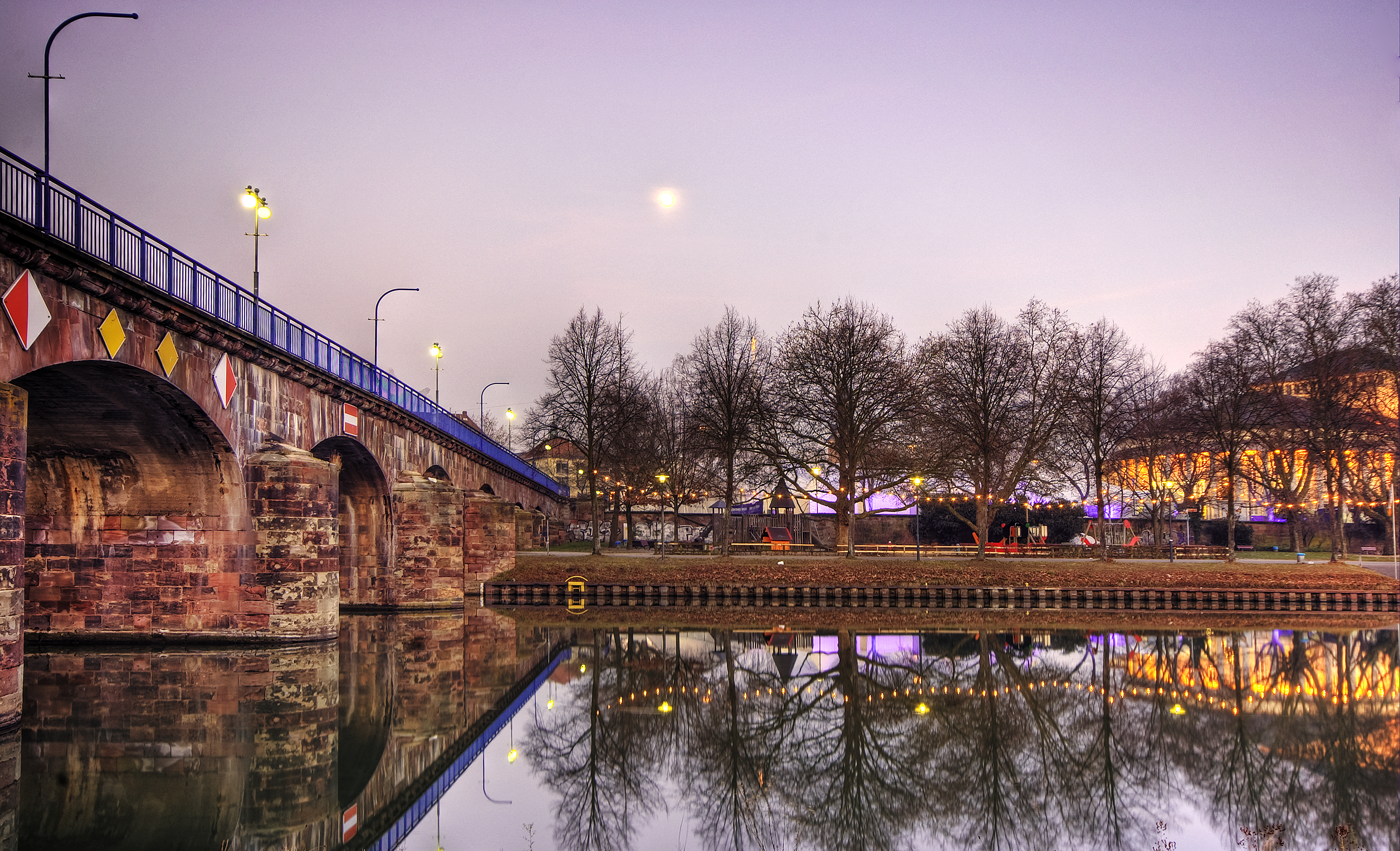
Il Ponte Vecchio (Alte Brücke); sullo sfondo il Teatro.

Tra i monumenti della città i più importanti sono:
- il ponte di pietra (Alte Brücke = Ponte Vecchio) sul fiume Saar (1546)
- la chiesa gotica di Sant'Arnoald (Sankt Arnual) nella periferia orientale (sul luogo di una preesistente chiesa merovingia)
- la Ludwigskirche (Chiesa di san Luigi), del Settecento
- il castello di Saarbrücken, di origine alto-medioevale, ricostruito totalmente nel Settecento
- il mercato di San Giovanni (St. Johanner Markt), quartiere storico di origine medioevale
- la settecentesca basilica di San Giovanni, nel quartiere omonimo, sul luogo di una preesistente chiesa alto-medioevale
- gli edifici della parte vecchia della città

### Galleria d'immagini

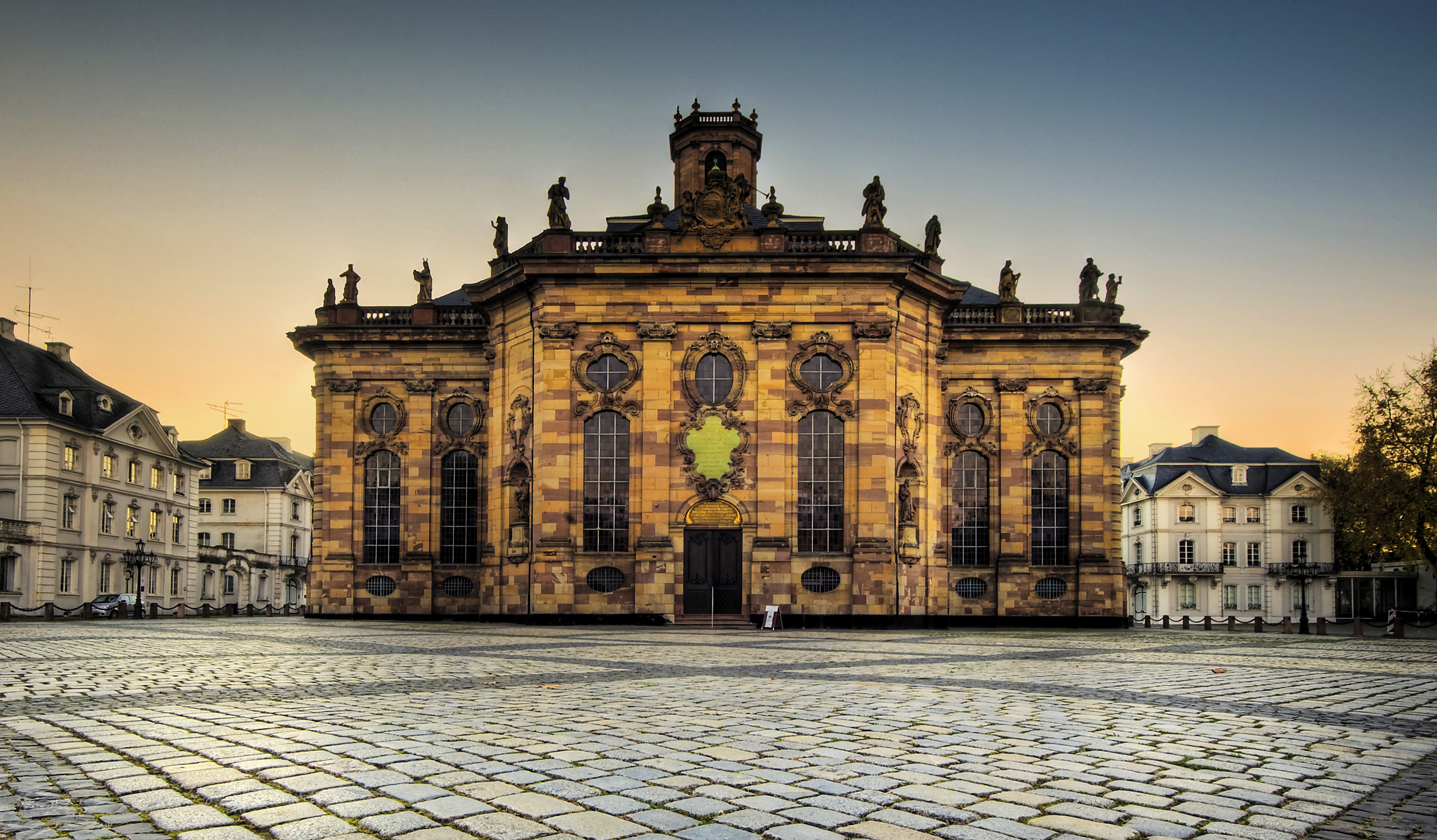
Ludwigskirche
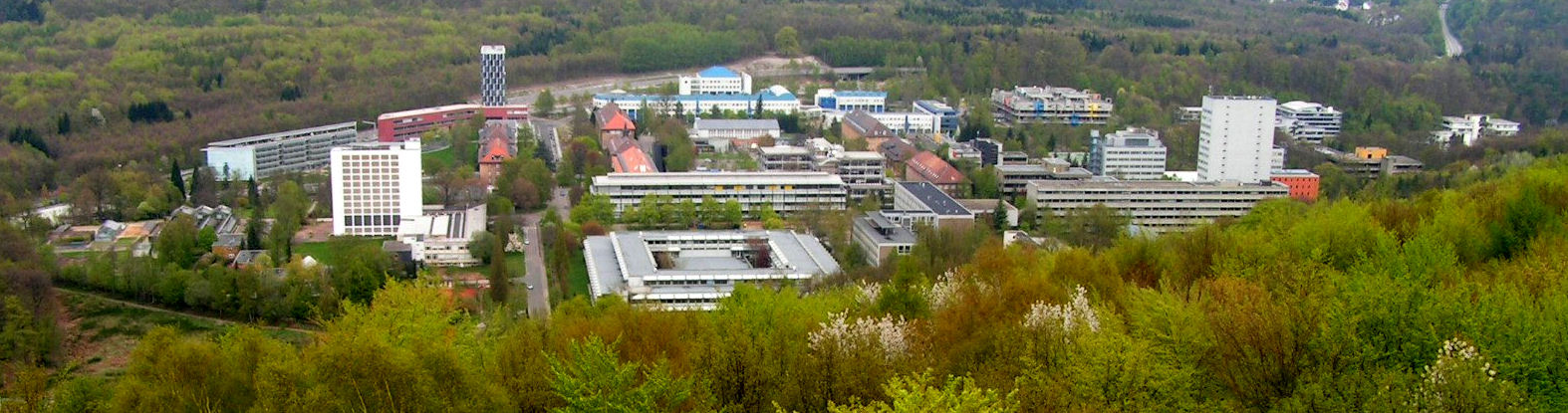
Campus universitario
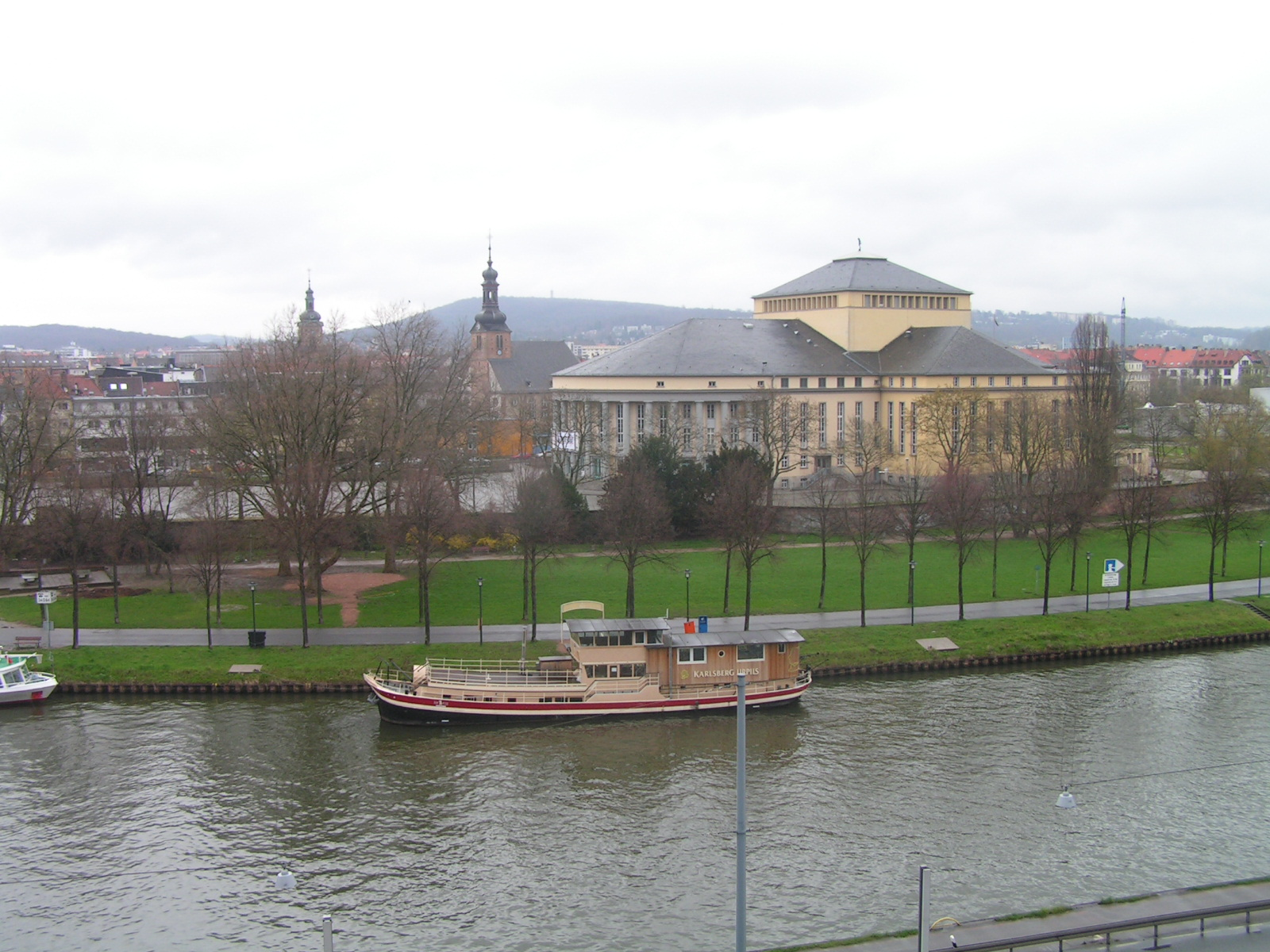
Teatro nazionale
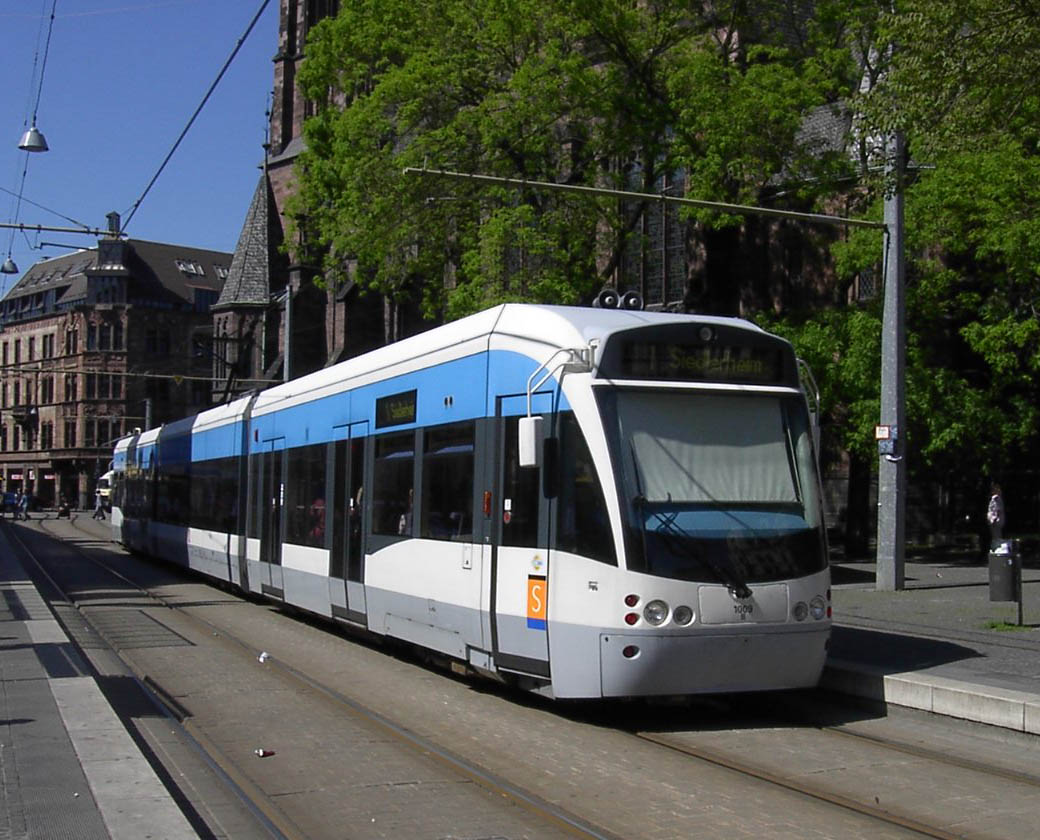
Tram della Saarbahn

## Cultura
Saarbrücken è sede dell'Università della Saarland (Universität des Saarlandes).

## Economia
La città è il centro industriale e delle comunicazioni di un grande bacino carbonifero dove si producono acciaio, zucchero, birra, ceramica, strumenti ottici e materiale da costruzione.

## Infrastrutture e trasporti
Lo scalo ferroviario principale è la stazione di Saarbrücken Centrale. La città conta un aeroporto: il Saarbrücken-Ensheim (SCN).
La Saarland (in particolare la città di Saarbrücken e dintorni) ha una linea di tram, che va dalla cittadina francese di Sarreguemines fino al villaggio di Riegelsberg (stazione Riegelsberg Süd). Questa linea si chiama Saarbahn (ovvero "ferrovia della Saar" - fiume che scorre nella città e nel Land) e lungo il suo tragitto attraversa diverse piccole cittadine e interamente la città di Saarbrücken.

## Amministrazione

### Gemellaggi
- Cottbus
- Nantes
- Bamako
- Tbilisi
- Spotorno